# Ypthima kanonis
Ypthima kanonis är en fjärilsart som beskrevs av Matsumura 1929. Ypthima kanonis ingår i släktet Ypthima och familjen praktfjärilar. Inga underarter finns listade i Catalogue of Life.